# Quemper-Guézennec
Quemper-Guézennec is een gemeente in het Franse departement Côtes-d'Armor (regio Bretagne). De plaats maakt deel uit van het arrondissement Guingamp. Quemper-Guézennec telde 1 januari 2022 1.089 inwoners.

## Geografie
De oppervlakte van Quemper-Guézennec bedraagt 23,08 km², de bevolkingsdichtheid is 47 inwoners per km² (per 1 januari 2019).
De onderstaande kaart toont de ligging van Quemper-Guézennec met de belangrijkste infrastructuur en aangrenzende gemeenten.

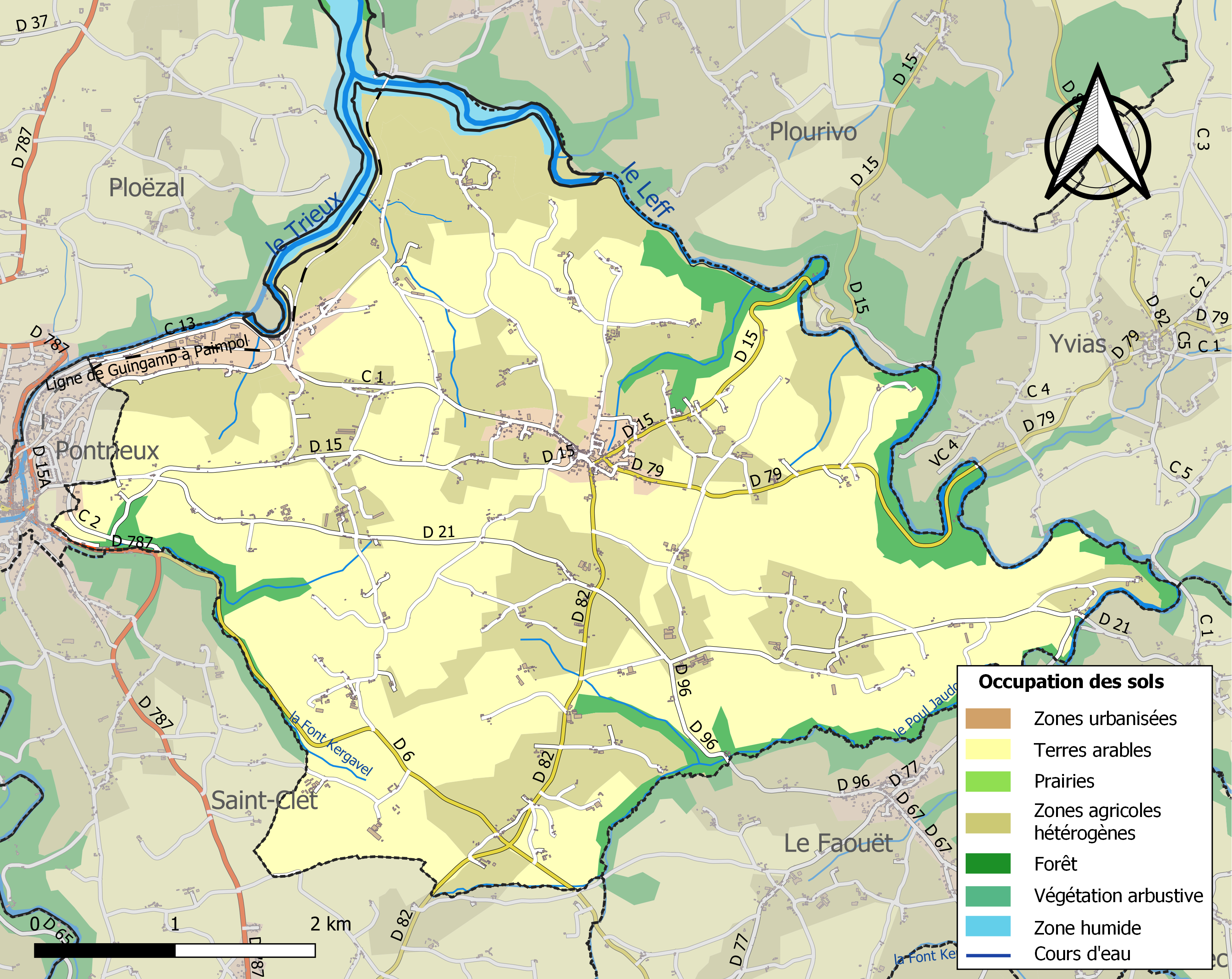

## Demografie
Onderstaande figuur toont het verloop van het inwonertal (bron: INSEE-tellingen). 